# 목동자리 44

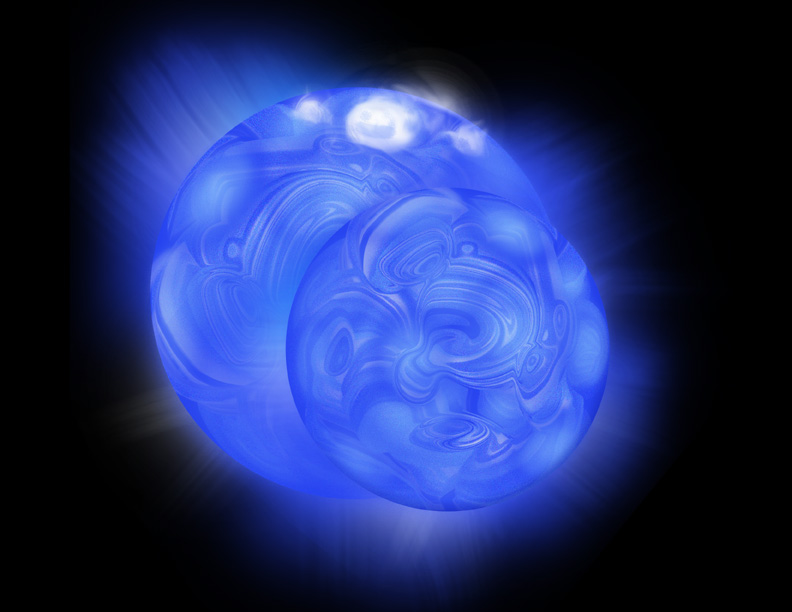

목동자리 44(44 Boötis)는 목동자리에 있는 삼중성계이다. 이 항성계는 지구로부터 약 41.6 광년 떨어져 있다.
주성 A는 황백색의 F형 주계열성이며, 겉보기 등급은 4.83이다. 반성 목동자리 44 B는 한 개의 별로 보이지만 실제로는 분광쌍성으로, 큰곰자리 W 변광성이기도 하다. 쌍성의 밝기는 +5.8에서 +6.40까지 6.43일의 주기로 등락한다.

## 같이 보기
- 큰곰자리 W 변광성
- 가까운 밝은 별 목록